# Amorphochilus schnablii
Amorphochilus schnablii är en fladdermusart som beskrevs av Peters 1877. Amorphochilus schnablii är ensam i släktet Amorphochilus som ingår i familjen tumlösa fladdermöss. Inga underarter finns listade i Catalogue of Life.
Denna fladdermus når en kroppslängd (huvud och bål) av 39 till 67 mm och en svanslängd av 36 till 39 mm. Pälsens och flygmembranens färg är brun eller gråbrun. Arten är inte helt tumlös men tummen finns bara rudimentärt och den är övertäckt av flygmembranen. Amorphochilus schnablii skiljer sig från sin nära släkting Furipterus horrens i detaljer av skallens konstruktion.
Utbredningsområdet är en smal remsa i Sydamerika vid Stilla havet. Det sträcker sig från centrala Ecuador till norra Chile. Habitatet utgörs av skogar och odlade regioner.
Individerna vilar i grottor och byggnader. De äter nattfjärilar och andra insekter. Vid viloplatsen bildas kolonier med upp till 300 medlemmar. Honor föder en unge per kull.
Arten hotas av habitatförstöring och den störs ofta vid viloplatsen. IUCN befarar att beståndet minskade med mer än 50 procent under de gångna 10 åren och listar Amorphochilus schnablii som starkt hotad (EN).